# Celonites hystrix
Celonites hystrix är en stekelart som beskrevs av Kostylev 1940. Celonites hystrix ingår i släktet Celonites och familjen Masaridae. Inga underarter finns listade.